# Герсдорф-ан-дер-Файстриц
Герсдорф-ан-дер-Файстриц (нем. Gersdorf an der Feistritz) — коммуна в Австрии, в федеральной земле Штирия.
Входит в состав округа Вайц. Население составляет 1229 человек (на 31 декабря 2005 года). Занимает площадь 19,0 км². Официальный код — 61712.

## Политическая ситуация
Бургомистр коммуны — Энгельберт Штремпфль (АНП) по результатам выборов 2005 года.
Совет представителей коммуны (нем. Gemeinderat) состоит из 15 мест.
- АНП занимает 9 мест.
- АПС занимает 5 мест.
- СДПА занимает 1 место.